# A87公路

路標

A87公路是英國蘇格蘭高地的一條幹線公路，連接斯凱島和大不列顛島。全長159公里。
此路始於因弗加里，朝西北方經過洛哈什教區凱爾和斯凱大橋進入斯凱島，再經布羅德福德和波特里，抵達北部海岸的烏伊格。